# Leonhard und Ida Wolf-Gedächtnispreis
Der Leonhard und Ida Wolf-Gedächtnispreis ist ein Kunstpreis aus München. Er dient der Förderung junger Künstler, die sich kreativ besonders im musischen Bereich, im Bereich der bildenden Künste oder der Literatur hervorgetan haben.
Der Preis geht auf eine Stiftung Ida Wolfs zurück, die 1987 die Stadt München als Erbin von 30 Prozent ihres Vermögens einsetzte und dabei zur Auflage machte, aus den Kapitalerträgen junge Münchner Künstler mit Preisen zu fördern. Nach der Annahme der Erbschaft durch den Münchner Stadtrat und der Errichtung einer nichtrechtsfähigen Stiftung im Jahr 1995 wurden 1996 die ersten Preise vergeben. Ihre Anzahl und Höhe richtet sich nach den Erträgnissen des von der Stifterin hinterlassenen Grundstockvermögens. In der Regel werden jährlich jeweils ein oder zwei Preise für Musik und für bildende Kunst, alle zwei Jahre ein oder mehrere Preise im Bereich Literatur vergeben.
Außer in München wird der Leonhard und Ida Wolf-Gedächtnispreis auch seit 1995 in Fürth verliehen.

## Bisherige Preisträger
Quelle:

### Musik
- 1997 Carl Christian Bettendorf
- 1998 Ingo Dannhorn
- 2000 Stefan Frank, Johannes Kreusch
- 2001 Peer Quednau
- 2002 Laura Konjetzky
- 2003 Dominika Hirschler
- 2005 Michael Bauer
- 2006 keine Vergabe
- 2007 Anno Schreier
- 2008 elektra volksbad
- 2009 Mariella Haubs
- 2010 Rosalie Eberle, Manfred Mildenberger
- 2011 keine Vergabe
- 2012 Anna Korsun, Duo steuber.öllinger (Johannes Öllinger, Martin Steuber)
- 2013 Sebastian Schwab
- 2014 Sophie Mefan, Katarina Schmidt
- 2015 Pablo Quaß
- 2016 Alexandra Obermeier
- 2017 Kathrin Isabelle Klein
- 2018 Mathias Lachenmayr
- 2019 Hamlet Ambarzumjan
- 2020 Fiona Grond
- 2023 Laura Lootens
- 2024 Rosa Luckow
- 2025 Fabian Blum

### Bildende Kunst
- 1996 Simone Böhm
- 1997 Nevin Aladag
- 1998 Gregor Passens
- 1999 Benjamin Heisenberg
- 2000 Klara Hobza
- 2001 Almut Determeyer
- 2002 Michael Sailstorfer
- 2003 Katharina Weishäupl
- 2004 nicht vergeben
- 2005 nicht vergeben
- 2006 Lena Bröcker, Jakub Moravek
- 2007 nicht vergeben
- 2008 Susanne Hanus, Matthias Männer
- 2009 Anna McCarthy, Stefan Wischnewski
- 2010 Felix Burger, Esther Judith Hinz
- 2011 Christine Tanqueray
- 2012 Christian Hartard
- 2013 Angela Stiegler
- 2014 Stefanie Hamann & Maria von Mier
- 2015 Judith Neunhaeuserer stellvertretend für das XPatch Collective
- 2016 Patrik Thomas
- 2017 Lukas Hoffmann
- 2018 Sophia Mainka
- 2019 Esther Zahel
- 2020 Lena Grossmann
- 2021 Boris Saccone
- 2022 Maria Margolina
- 2023 Luca Leon Daberto
- 2024 Béla Juttner
- 2025 Johannes Kiel